# Cuminum
Cumin
Genre
Cuminum est un genre de plantes à fleurs de la famille des Apiaceae. Ce genre compte notamment le Cumin commun (Cuminum cyminum), espèce cultivée comme épice, et quelques espèces sauvages, originaires d'Afrique et d'Asie. Ce sont des  herbacées annuelles à ombelles blanches ou rosées.

## Description

### Appareil végétatif
Ce sont des plantes annuelles, glauques sur l'ensemble de la plante, glabres à l'exception du fruit setuleux. La racine pivotante est fine. La tige est dressée, mince et très ramifiée. Les feuilles basales sont pétiolées, avec une base présentant une aile membraneuse étroite ; le limbe est biterné et les segments ultimes sont filiformes. Les feuilles se réduisent vers le haut et deviennent sessiles.

### Appareil reproducteur
Les ombelles sont lâches, terminales et latérales ; les bractées et bractéoles sont nombreuses, similaires aux feuilles mais plus cartilagineuses, avec un apex subulé et persistantes ; les rayons et pédicelles sont très inégaux. Les dents du calice sont subulées, remarquables, inégales et persistent dans le fruit. Les pétales sont blancs ou rosés, obovales ou oblongs, avec une base cunéiforme et un petit lobule infléchi. Le stylopode est conique, atténué en styles ; les styles sont courts et réfléchis. Le fruit est oblong-ellipsoïde, légèrement comprimé latéralement ; les côtes primaires et secondaires sont proéminentes et sétuleuses ; les vittae sont solitaires dans chaque vallécule sous les côtes secondaires et par deux sur la commissure. La face de la graine est légèrement concave. Le carpophore est bipartite.

## Répartition
Cuminum cyminum, originaire d'Afghanistan, d'Iran et d'Iraq, est cultivé et naturalisé ailleurs dans le monde. Cuminum borszczowii et Cuminum setifolium sont réparties en Asie centrale. Cuminum sudanense est endémique du Soudan.

## Systématique
Le genre et son espèce type Cuminum cyminum ont été formellement décrits en 1753 par le naturaliste suédois Carl von Linné, dans son ouvrage fondateur Species Plantarum.

### Synonymes
Cuminum a pour synonymes :
- Cuminia J.F.Gmel. in Syst. Nat., ed. 13[bis].: 309 (1791)
- Cyminon St.-Lag. in Ann. Soc. Bot. Lyon 7: 65 (1880)
- Luerssenia Kuntze in Revis. Gen. Pl. 1: 268 (1891)

### Liste des espèces
Selon Plants of the World online (POWO) (26 novembre 2024) et la World Flora Online (WFO) (26 novembre 2024) :
- Cuminum borszczowii (Regel & Schmalh.) Koso-Pol.
- Cuminum cyminum L.
- Cuminum setifolium (Boiss.) Koso-Pol.
- Cuminum sudanense H.Wolff

Selon le Catalogue of Life (26 novembre 2024) :
- Cuminum borszczowii (Regel & Schmalh.) Koso-Pol.
- Cuminum cyminum L.
- Cuminum setifolium (Boiss.) Koso-Pol.

Selon Tropicos (26 novembre 2024) (liste contenant des synonymes) :
- Cuminum aegyptiacum Mérat ex DC., 1830
- Cuminum aethiopicum Royle, 1835
- Cuminum borsczowii Koso-Pol.
- Cuminum borszczowii Koso-Pol., 1915 [1916]
- Cuminum cyminum L., 1753
- Cuminum hispanicum Mérat ex DC., 1830
- Cuminum maroccanum P.H. Davis & Hedge, 1971 [1972]
- Cuminum odorum Salisb., 1796
- Cuminum officinale Garsault, 1764
- Cuminum regium Royle, 1835
- Cuminum sativum J. Sm., 1878
- Cuminum setifolium Koso-Pol.
- Cuminum sinense (Dunn) M. Hiroe
- Cuminum sinensis (Dunn) M. Hiroe, 1979
- Cuminum sudanense H. Wolff, 1919